# 500 Letters
500 Letters è un brano del soprano finlandese Tarja, estratto come secondo singolo dall'album Colours in the Dark. La canzone è stata scritta da Tarja e Johnny Lee Andrews. Il singolo è stato pubblicato il 1º novembre 2013, esclusivamente in formato digitale.

## Descrizione
500 Letters è stata descritta come un brano che si presta alla libera interpretazione, in cui Tarja "mescola realtà e finzione" e nella quale pone molto della sua esperienza personale, con un testo in cui evidente è l'invettiva contro un presunto stalker, reale o immaginato, che l'ha perseguitata.

## Video musicale
Il videoclip di 500 Letters, diretto da Florian Kaltenbach, è stato girato nella città di Tigre, vicino a Buenos Aires. Il video mostra Tarja abitare in una capanna vicino a un fiume e ricevere spesso delle lettere da un ignoto ammiratore: inizialmente lusingata, Tarja diviene poi terrorizzata dalla figura opprimente dell'autore delle lettere, il quale si manifesterà poi come una creatura nera e spettrale che inizia a inseguirla.

## Tracce
Download digitale
1. 500 Letters – 4:22
2. Rivers of Lust / Minor Heaven / Montañas de Silencio / Sing for Me / I Feel Immortal (Live Acoustic) – 10:17

## Classifiche
| Classifica      | Posizione massima |
| --------------- | ----------------- |
| Repubblica Ceca | 4                 |